# چردین، پرم
شهر چردین، پرم (به روسی: Чердынь) در کشور روسیه و در کرای پرم واقع شده‌است.